# Coenagrionoidea
De Coenagrionoidea vormen een superfamilie van libellen uit de onderorde van de Zygoptera (Juffers). 
De superfamilie omvat de volgende families:
- Familie: Isostictidae Fraser, 1955
- Familie: Platycnemididae Yakobson & Bianchi, 1905 (breedscheenjuffers)
- Familie: Coenagrionidae Kirby, 1890 (waterjuffers)

Op grond van moleculair onderzoek is de indeling van deze superfamilie aan wijziging onderhevig. Gebleken is dat de Protoneuridae parafyletisch zijn en gesplitst moeten worden in een groep uit de oude wereld en de nieuwe wereld. Deze zijn in bovenstaande indeling ondergebracht in de Platycnemididae respectievelijk Coenagrionidae. Ook de Pseudostigmatidae zijn in deze indeling ondergebracht bij de Coenagrionidae. 